# Одиосоник PP-800
Audiosonic PP-800 (PP-800) је , производ фирме Audiosonic који је почео да се израђује у Европи током 1977. године.
Користио је GI AY-3-8500 као централни микропроцесор. Напајање је вршено из 6 батерија од по 1,5 волти.

## Детаљни подаци
Детаљнији подаци о конзоли PP-800 су дати у табели испод.
|                       |                                |
| [ 1 ]                 |                                |
| Произвођач            |                                |
| Тип                   | играчка конзола                |
| Меморија              |                                |
| Поријекло             | Европа                         |
| Година                | 1977                           |
| Тастатура             | 2 палице, Reset, Serve тастери |
| Процесор              |                                |
| Фреквенција процесора |                                |
| RAM                   |                                |
| ROM                   |                                |
| Текст                 |                                |
| Графика               | TV излаз                       |
| Боја                  | црно-бијело                    |
| Звук                  | уграђени мали звучник          |
| Димензије             |                                |
| Портови               |                                |
| Оперативни систем     |                                |